# Salomo ha-Adani
Salomo bar Joshua ha-Adani (auch Schlomo ha-Adeni; * 1567; † ca. 1625)  war ein jüdischer Gelehrter des 16./17. Jahrhunderts, der hauptsächlich für seinen Mischna-Kommentar bekannt ist.

## Leben
Im Jemen geboren, kam Salomo ha-Adani mit seiner Familie 1571 nach Safed, 1577 oder 1578 nach Jerusalem. Später lebte er in Hebron, wo er seinen Lebensunterhalt als Lehrer verdiente, sich aber hauptsächlich dem Studium der Mischna und des Talmud widmete. Er war zweimal verheiratet. Seine erste Frau, die er 1590 geheiratet hatte, ihre Tochter und ihre beiden Söhne starben 1600 vermutlich an einer ansteckenden Krankheit. Aus seiner zweiten Ehe hatte er acht Kinder, die ebenfalls alle bereits im Kindesalter starben. Über sein späteres Leben ist wenig bekannt. Die letzten Nachrichten über ha-Adani datieren von 1625.  

## Werk
Salomo ha-Adanis Hauptwerk ist der Mischna-Kommentar Melekhet Schlomo, in dem er versuchte, auf der Basis zahlreicher Handschriften einen zuverlässigen Text der Mischna herzustellen und ihre Bedeutung zu erklären. Dies wollte er erreichen, indem er die rabbinische Diskussion, möglichst unter Rückgriff auf die Primärquellen, zusammenfasste und ergänzte. Ha-Adanis Kommentar wurde 1905 zum ersten Mal gedruckt. Ein weiteres Werk ha-Adanis, Divrei Emet mit Anmerkungen zur Bibel, existierte nur im Manuskript. Es wurde noch von Chaim Joseph David Azulai (1724–1806) benutzt und ist seither verschollen.